# Zain
Ein Zain (früher auch Zein oder Zahn; ahd. und mhd. zein „Stab“, siehe auch Zinn) ist ein barren- oder stangenförmiger Metallrohling aus einer Legierung aus Münzmetall. Aus dem Zain werden die Ronden (Münzplättchen, Schrötlinge) zur Prägung von Münzen hergestellt (siehe Münzprägung).
Zaine waren früher auch das Ausgangsmaterial bei der Erzeugung anderer Produkte aus Metall, z. B. Sensen oder Nägel. Zaine wurden meistens mit einem Zainhammer ausgeschmiedet (siehe Zaineisen).

## Herstellung

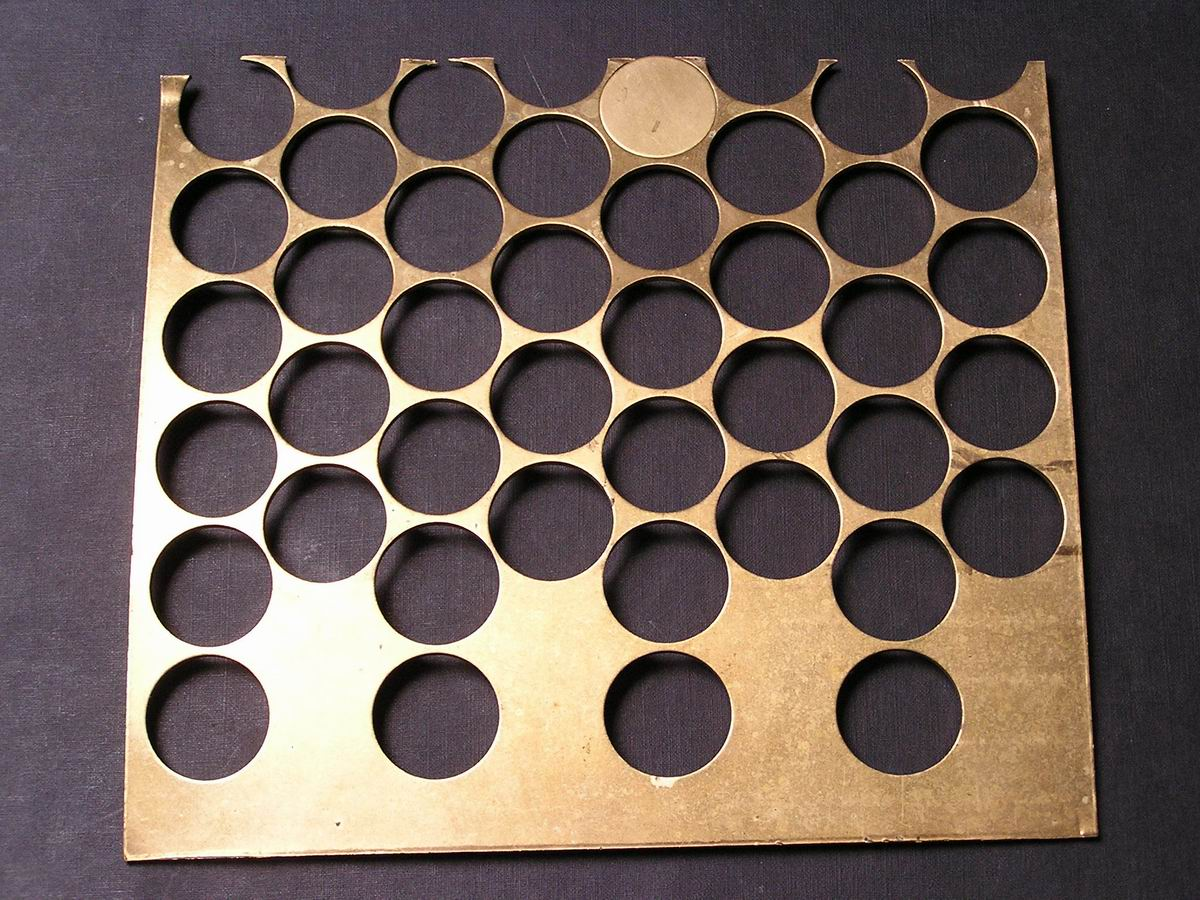
Ausgestanztes Zainblech

Früher brachte man den Zain meist noch im heißen, aber auch im kalten Zustand mit dem Hammer und Streckwerkzeugen bzw. mittels kleineren bis mittleren hand-, göpel- oder wassergetriebenen Walzwerken auf die gewünschte Münzdicke (siehe Münzstätte Weimar, Ortslage und technische Ausrüstung nach 1674).
Heute streckt man den Zain in mehreren vollautomatischen Durchläufen in Walzwerken, wo er zuletzt als langes, schmales Zainblechband aufgerollt wird. Bei modernen Mehrschichtenmünzen („Sandwich“) werden zuletzt mehrere unterschiedliche Zainblechbänder gleicher Breite unter hohem Druck zu einem neuen, dickeren Zainblechband zusammengewalzt und anschließend wiederum aufgerollt.
Besonders für größere Medaillen und Münzen werden – bei meist geringeren Auflagen – an Stelle von schmalen Blechbändern auch gern Blechplatten genommen (siehe Bild).

## Verarbeitung
Nach dem anschließenden Weichglühen und Beizen (das auch im Walzprozess integriert sein kann) werden die Münzplättchen in einem Stanzwerk ausgestanzt. Meist werden sie noch vor der Prägung – besonders bei Edelmetallmünzen – auf Sollgewicht justiert, ggf. poliert und mit einer Randschrift oder Riffelung versehen, was früher in einem meist handbetriebenen Rändelwerk erfolgte.
Im Mittelalter und der frühen Neuzeit wurden besonders klippenförmige Ronden auch mit der Benehmschere (einer großen, starken Blechschere) aus den gestreckten bzw. gewalzten Zainen ausgeschnitten, also nicht ausgestanzt.

## Münzbaum statt Zain
In der Antike sowie bei den Käsch-Münzen aus (Indo-)China, Korea und Japan wurden gleichzeitig eine größere Anzahl von Ronden im Münzbaum gegossen, so dass der Zain als Rohstabbarren im Prozess der Münzherstellung übersprungen wurde.

Zainende, eine Fehlprägung

## Zainende
Ein Zainende ist eine von Numismatikern gesuchte Fehlprägung. Sie kann entstehen, wenn ein Münzplättchen nach dem Stanzen nicht rechtzeitig ausgeworfen wurde, also verklemmt war, und daher noch einmal am Rand gestanzt wurde (siehe Bild).
Des Weiteren konnte es auch die letzte Münze eines Zainbandes sein, deren Ronde daher vor der Prägung nicht vollständig rund war, was jedoch auch eine nachträgliche Münzbeschneidung sein könnte. Trotz Qualitätskontrollen gelang(t)en solche Stücke manchmal in Umlauf.

## Zainhaken
Der Zainhaken war eine Stange mit Widerhaken, die zur Bewegung der noch glühenden Zaine vor der Walzung benutzt wurde. Zainhaken waren bis ins frühe 19. Jahrhundert ein beliebtes Münzmeisterzeichen auf Münzen, siehe z. B.
- Münzmeister der Münzstätte Dresden,
- Münzmeister der Münzstätte Bautzen,
- den Weidenbaumtaler von 1627 mit den gekreuzten Zainhaken, die Prägung des Münzmeisters Georg Kuckenberg (1637–1640) der Münzstätte Kassel
- auch Münzmeister Hans Schmidt von Bielefeld, der von 1612 bis 1620 an der Münzstätte Södel arbeitete, benutzte dieses Zeichen.
- Münzmeister Gottfried Otto Hoyer verwendete in der Münzstätte Herborn als Münzmeisterzeichen die gekreuzten Zainhaken für die Fünf-Prinzen-Taler, die nassauischen Badehosentaler.